# Bolivaritettix nilgirica
Bolivaritettix nilgirica is een rechtvleugelig insect uit de familie doornsprinkhanen (Tetrigidae). De wetenschappelijke naam van deze soort is voor het eerst geldig gepubliceerd in 1930 door Hebard.